# Station Sutton Parkway
Sutton Parkway is een spoorwegstation van National Rail in Sutton-in-Ashfield, Ashfield in Engeland. Het station is eigendom van Network Rail en wordt beheerd door East Midlands Railway. Het station is geopend in 1995.